# Trofeu San Andrés de ciclocròs
El Trofeu San Andrés de ciclocròs és una cursa ciclista de la modalitat de ciclocròs que es disputa cada desembre al poblet de Ametzaga al municipi basc de Zuia.

## Palmarès masculí
| Any  | Vencedor                 | Segon                    | Tercer          |
| ---- | ------------------------ | ------------------------ | --------------- |
| 2005 | Julen Zubero             | Antonio Suárez           | Zugaitz Ayuso   |
| 2007 | David Seco               | Javier Ruiz de Larrinaga | Àlex Izquierdo  |
| 2008 | Javier Ruiz de Larrinaga | Antonio Suárez           | David Seco      |
| 2013 | Aketza Peña              | Josep Betalú             | Óscar Pujol     |
| 2014 | Aitor Hernández          | Javier Ruiz de Larrinaga | Kevin Suárez    |
| 2015 | Aitor Hernández          | Felipe Orts              | Ismael Esteban  |
| 2016 | Ismael Esteban           | Kevin Suárez             | Nadir Colledani |
| 2017 | Javier Ruiz de Larrinaga | Wietse Bosmans           | Aitor Hernández |

## Palmarès femení
| Any  | Vencedora | Segona         | Tercera         |
| ---- | --------- | -------------- | --------------- |
| 2016 | Aida Nuño | Lucía González | Alicia González |
| 2017 | Aida Nuño | Elle Anderson  | Lucía González  |